# Георги Божинов (писател)
Вижте пояснителната страница за други личности с името Георги Божинов.
Георги Петров Божинов е български писател и журналист, известен със своите исторически книги, документални разкази и пътеписи.

## Биография
Роден е на 27 януари 1924 г. в с. Крива бара, община Брусарци в семейство на земеделци. Баща му Петър Божинов е кмет на селото по време на управлението на Александър Стамболийски, който след преврата на 9 юни 1923 г. е пратен в затвора.
Завършва Ломската класическа гимназия. Учи усърдно немски език, за да чете Шилер и Хайне в оригинал. През 1946 г. записва философия в Софийския университет „Климент Охридски“ с втора специалност „Руска филология“. За да се издържа, работи като хамалин на Сточната гара. След дипломирането си е учител по руски език в Селскостопанския техникум в Пазарджик. През 1953 г. се жени за Минка Глутникова, която по това време е стажант агроном в Пазарджик. Имат две дъщери – Милка и Яна.
През 1950-те години става кореспондент за Благоевградски окръг на БТА, а по-късно – и на вестник „Литературен фронт“. След раждането на втората им дъщеря семейството се мести в Мъглиж, Казанлъшко, а Божинов става кореспондент на вестник „Отечествен фронт. През 1970-те години се връщат в Благоевград, където е кореспондент на вестник „Труд“.
През 1974-1975 г. Георги Божинов подготвя и дава в сп. „Септември“ пътеписа си „Гора зелена, вода студена“, който е публикуван в бр. 3‘1975 г. В последния момент авторът допълва творбата си с три страници, в които са предадени спомените на петима оцелели българи от съветския ГУЛАГ. След последвалата остра реакция от съветското посолство броят е иззет, а цялата редакция на списанието начело с главния му редактор Камен Калчев, включително и редакторът, приел и разписал за печат ръкописа – Николай Кирилов, са уволнени. Божинов също е уволнен като кореспондент на в. „Труд“, изключен от Съюза на българските журналисти, и от Дружеството на писателите в Благоевград. Повече не е назначаван на държавна работа. Жена му, която работи като учителка, също е уволнена. Тези събития довеждат и до създаването на негово досие в органите на Държавна сигурност.
След уволнението му през същата 1975 г. започва да пише своята най-добра книга – историческия роман „Калуня-каля“, който завършва през 1980 г. и след дълго отлежаване по редакциите е издаден от „Български писател“ през 1988 г. За жалост, поради спецификата на темата и националистическата кампания, разгърната в страната покрай Възродителния процес, романът остава незабелязан по това време. Преоткрит е четвърт век по-късно от писателя Деян Енев, който спомага книгата да бъде издадена повторно през 2014 г..
Николай Хайтов е сред малцината, помогнали му в трудните години, като го назначава за нещатен сътрудник на сп. „Родопи“. Злополучният пътепис е издаден през 1980 г. в сборника с документални разкази и пътеписи „Кукувица кука“, но от 50 стр. обемът му вече е 15 стр. Авторът сам прави съкращенията, за да види книгата бял свят.
След 1989 г. Божинов не публикува нова творба, освен няколко статии в печата и разказа „Ай, Халиско“ в сп. „Летописи“. Старите му книги не са преиздавани. Последните си години, напълно забравен, живее в Благоевград, а когато отпада физически, се прибира при дъщерите си в София.
Награден е с почетния знак „Златен век“ на Министерството на културата на 24 май 2004 г. – само ден преди да почине на 80-годишна възраст.
През 2014 г. новото издание на романа „Калуня-каля“, осъществено под редакцията на Деян Енев, става обект на дискусии с участието на Николай Фенерски, Христо Блажев, Бойко Ламбовски, Иван Станков, Манол Глишев, Милена Кирова, Владимир Трендафилов, Александър Шурбанов, Лиляна Александриева, Деян Кюранов и Никола Иванов и се превръща в една от най-продаваните книги на 2015 г. Изданието е наградено с наградата „Златен лъв“ на Асоциация „Българска книга“ в категорията „За издателски проект с най-голяма обществена значимост и с широк медиен интерес“. На Георги Божинов е присъдена посмъртно и почетната награда от името на книжарите от веригата „Хеликон“.